# Jodis angulata
Jodis angulata là một loài bướm đêm trong họ Geometridae.